# Étienne Ozi
Étienne Ozi (Nîmes, 9 december 1754 – Parijs, 5 augustus 1813) was een Franse componist, muziekpedagoog en fagottist.

## Levensloop
Ozi kwam rond 1777 naar Parijs en was daar fagotleraar en werd spoedig 1e fagottist in het orkest van de Feydeau opera alsook in het orkest La Chapelle et la Chambre du Roy. Vanaf 1779 tot 1790 speelde hij 37 keer als solist op het Concert Spirituel, waar hij ook een deel van zijn eigen werken interpreteerde. 
Ook als pedagoog en componist was hij heel actief. Na de Franse Revolutie werd hij lid van de Parijse Nationale Garde en werd tegelijkertijd docent aan de muziekschool van deze garde. In 1793 werd de school benoemd in Institut National de Musique en daaruit werd in 1795 het Conservatoire National Supérieur de Musique gevormd. Zijn eerste fagotmethode Nouvelle Méthode de basson publiceerde hij in 1788, hoewel het instrument toen nog ver weg was van de perfectie van het huidige instrument. Deze methode werd progressief verbeterd en aan pagina's omvangrijker. Vanwege de grote kwaliteit van deze methode werd zij ook in het Duits, Italiaans en Spaans vertaald. Vanzelfsprekend speelde Ozi ook een belangrijke rol voor de kwalitatieve verbetering van het instrument. 
Later werkte Ozi ook in het orkest La Chapelle de l'Empereur Napoléon 1er mee.

## Composities

### Werken voor harmonieorkest
- Pas de Manoeuvre no.1 - (Rondeau)
- Pas de Manoeuvre no.2

### Kamermuziek
- Six Grandes Sonates uit "Nouvelle Méthode de Basson", Paris 1803
- 31 Duos, uit de Nouvelle Méthode de Basson
- 42 Capricen, voor fagot
- Douze Sonates d’une difficulté progressive
- Drie sonates, voor fagot en obligate bas
- Six duos pour deux bassons

## Publicaties
- Günter Angerhöfer: Die «Nouvelle Méthode de Basson» von Etienne Ozi und die deutschen Fagottschul-Editionen bis 1850. in: Fagott Forever. Eine Festgabe für Karl Öhlberger zum 80. Geburtstag, hg. von W. H. Saallagar und Michael Nagy. Wilhering. 1992. p. 63-94
- H.E. Griswold: Etienne Ozi (1754-1813) - Bassoonist, Teacher, and Composer. Dissertatie: Peabody Conservatory of Music, Baltimore. 1979.

- Bibsys: 48239
- Biblioteca Nacional de España: XX1671045
- Bibliothèque nationale de France: cb13898158b (data)
- CiNii: DA09614668
- Gemeinsame Normdatei: 117192082
- International Standard Name Identifier: 0000 0000 8377 9881
- Library of Congress Control Number: n90693012
- MusicBrainz: e11c0494-cebb-49db-afc7-32b06fb561ea
- Nationale bibliotheek van Australië: 66227775
- Nationale Bibliotheek van Israël: 987007286167805171
- Nationale Bibliotheek van Polen: a0000003638378
- Nederlandse Thesaurus van Auteursnamen: 107620316
- Réseau des bibliothèques de Suisse occidentale: 02-A003663382
- Istituto Centrale per il Catalogo Unico: CSAV021488
- SNAC: w6d222nb
- Système universitaire de documentation: 137213808
- Trove: 1808080
- Virtual International Authority File: 44486048
- WorldCat: E39PBJB4chkqKHkD47PKQv67pP